# (58096) Oineus
(58096) Oineus (1973 SC2) – planetoida z grupy trojańczyków okrążająca Słońce w ciągu 11,86 lat w średniej odległości 5,2 j.a. Odkryta 29 września 1973 roku.